# Liste der Premierminister der Republik Kongo
Dieser Artikel ist eine Liste der Premierminister der Republik Kongo.
| Name                                                  | Personendaten | Amtszeit                              | Partei        |
| ----------------------------------------------------- | ------------- | ------------------------------------- | ------------- |
| Jacques Opangault (Vizepräsident des Regierungsrats)  | 1907–1978     | 15. Mai 1957 – 26. Juli 1958          | MSA           |
| Jacques Opangault (Präsident des Rats der Regierung)  | 1907–1978     | 26. Juli – 28. November 1958          | MSA           |
| Fulbert Youlou                                        | 1917–1972     | 28. November 1958 – 21. November 1959 | UUDIA         |
| Amt abgeschafft (21. November 1959 – 16. August 1963) |               |                                       |               |
| Alphonse Massemba-Débat                               | 1921–1977     | 16. August – 19. Dezember 1963        | parteilos     |
| Pascal Lissouba                                       | 1931–2020     | 24. Dezember 1963 – 15. April 1966    | MNR           |
| Edouard Ambroise Noumazalaye                          | 1933–2007     | 6. Mai 1966 – 12. Januar 1968         | MNR           |
| Alfred Raoul                                          | 1938–1999     | 4. August 1968 – 30. Dezember 1969    | Militär / CNR |
| Henri Lopès                                           | 1937–2023     | 28. Juli 1973 – 18. Dezember 1975     | PCT           |
| Louis Sylvain Goma                                    | * 1941        | 18. Dezember 1975 – 7. August 1984    | PCT           |
| Ange Édouard Poungui                                  | * 1942        | 7. August 1984 – 7. August 1989       | PCT           |
| Alphonse Poaty-Souchlaty                              | 1941–2024     | 7. August 1989 – 3. Dezember 1990     | PCT           |
| Pierre Moussa (kommissarisch)                         | * 1941        | 3. Dezember 1990 – 8. Januar 1991     | PCT           |
| Louis Sylvain Goma (2)                                | * 1941        | 8. Januar – 8. Juni 1991              | PCT           |
| André Milongo                                         | 1935–2007     | 8. Juni 1991 – 2. September 1992      | parteilos     |
| Stéphane Maurice Bongho-Nouarra                       | 1937–2007     | 2. September – 6. Dezember 1992       | AND           |
| Claude Antoine Dacosta                                | 1931–2007     | 6. Dezember 1992 – 23. Juni 1993      | parteilos     |
| Jacques Joachim Yhombi-Opango                         | 1939–2020     | 23. Juni 1993 – 27. August 1996       | RDD           |
| Charles David Ganao                                   | 1926–2012     | 27. August 1996 – 8. September 1997   | UFD           |
| Bernard Bakana Kolélas                                | 1933–2009     | 8. September – 15. Oktober 1997       | MCDDI         |
| Amt abgeschafft (15. Oktober 1997 – 7. Januar 2005)   |               |                                       |               |
| Isidore Mvouba                                        | * 1954        | 7. Januar 2005 – 15. September 2009   | PCT           |
| Amt abgeschafft (15. September 2009 – 23. April 2016) |               |                                       |               |
| Clément Mouamba                                       | 1944–2021     | 23. April 2016 – 12. Mai 2021         | parteilos     |
| Anatole Collinet Makosso                              | * 1965        | 12. Mai 2021 –                        | parteilos     |